# 仮谷せいら
仮谷 せいら（かりや せいら、1993年6月16日 - ）は、日本の女性シンガーソングライター 。
所属レーベルはPUMP!。

## 来歴
大阪府出身。小学生の頃からアクターズスクールでダンスを習い、モデルとして活動。
3、4歳の頃から自分で曲を作り歌っていた。
高校1年生からライブ活動を本格化させ、閃光ライオット2010に参加。
2012年にtofubeatsの楽曲「水星 feat. オノマトペ大臣」のPVに参加して全国的に知名度が上がる。
SONYのウォークマンの公式サイトではモデルとして出演、楽曲「大人になる前に」が使用された。
2014年に、agehaspringsがマネージメントするアーティストとしてFOURseamに所属。それに伴い、大阪から東京に活動の拠点を移す。
以降、約7年間にわたって代官山LOOPをホームとしていた。
2015年6月17日にPUMP！レーベルより1st EP「Nobi Nobi No Style」でデビュー。
同年12月には2nd EP「Nayameru Gendai Girl」をリリース。

同年10月、「シブカル祭。2015」に出演。
2016年5月、ソーシャルTV局「2.5D」とReal Soundの共催で渋谷WWWにて開催された「GIRLS DON’T CRY vol.3」に出演。
同年6月、3rd EP「Colorful World」リリース。
2018年1月、ビルボードライブ東京で開催された「Live Hackasong」に出演。
2019年6月、4th EP「Cover Girl」リリース。
同年12月、配信シングル「ONE S’MORE」をリリース。
HALLCA、AmamiyaMaakoと共に結成した3人組音楽ユニットはるかりまあことして、2021年3月3日に1st EP「TERMINAL」を発表。
2021年8月、配信シングル「HOME」リリース。
2021年9月16日、ギタリストの近田潔人との結婚を発表した。
2023年6月16日、自身初のワンマンライブを代々木LIVE STUDIO LODGEにて開催。サポートメンバーにはBBHFのDAIKIが参加する。

## 人物・エピソード
- 元フェアリーズの藤田みりあは妹[32][33]。
- 趣味は筋トレ、読書、サッカー観戦。

## 作品

### EP

#### 配信
- 大人になる前に(2012年10月10日)
- Odora never cry(2019年10月30日、AbemaTV『第3次Popteenカバーガール戦争』主題歌）)
- ONE S’MORE(2019年12月20日)
- HOME(2021年8月4日)

### 参加作品
- Steppër ✽ A Journëy with You

#### CD
- SO WHAT!? feat.仮谷せいら（tofubeats『Lost Decade』収録）
- Looking For The Special（give me walletsのEP）表題曲および「Yes,I Do」の2曲にフィーチャリングで参加。
- パラレルワールド feat.仮谷せいら（狐火『続マイハツルア』収録）[35][36]
- Past Present feat.仮谷せいら（Orland『LUV CONNECTION E.P.』収録）
- 『TERMINAL』（はるかりまあこ名義EP）メンバーとして全曲に参加[37]。

#### 配信
- 水星（Young & Fresh mix）feat. 仮谷せいら（tofubeats『水星』収録）

### 楽曲提供
- メナイ（Faint⋆Star『フィルム！フィルム！フィルム！』『PL4E 』収録）作詞を担当
- Wonder Trip / 真冬のTropical Night（Faint⋆Star 同名シングル収録）作詞を担当
- Tokyo Dancing / 夜を泳いで（両曲ともWHY@DOLL 2ndアルバム「WHY＠DOLL」収録）作詞を担当[38]

## 出演

### ラジオ
- YMA ANNEX「仮谷せいら ノビノビのスタイル」（2015年7月16日 - 2015年9月17日、FMヨコハマ） - 第三木曜日を担当
- 仮谷せいらのお調べ系バラエティ『せいらじお』（2017年6月1日 - 2018年6月28日、ソラトニワ原宿）[39]

### PV
- tofubeats「水星 feat. オノマトペ大臣」（2012年）
- Negicco「矛盾、はじめました。」（2016年） [40]

### Web CM
すべて歌唱のみ
- ユニ・チャーム「ソフィ」
- モンデリーズ「リカルデント」
- 武蔵小杉東急スクエア
- 福岡県（幸せ情報発信応援ソング）

### 広告
- SONY「ウォークマン」
- TOKYO CULTURE STORY 今夜はブギー・バック (smooth rap) in 40 YEARS OF TOKYO FASHION & MUSIC （ビームス 40周年記念、2016年10月21日公開）
- 日本マクドナルド マックシェイク×マウントレーニア カフェラッテ味『限定コラボでリフレッチュー!!』篇（2019年）[41]